# 44-es busz (Székesfehérvár)
A székesfehérvári 44-es jelzésű autóbusz a Csapó utca – Kórház, Rendelőintézet – Vasútállomás útvonalon közlekedik. A viszonylatot a MÁV Személyszállítási Zrt. üzemelteti.

## Története
A vonalat 1990-es évek elején hozták létre, az akkori 14B és 13B vonalak összevonásával, az ellentétes 43-as vonallal körjáratot alkotva, elérést biztosítva az új rendelőintézethez. 2025. augusztus 2-án szűntették meg körjárati jellegét, vele párhuzamosan a 43-as vonalat, és új végállomása a Vasútállomás lett, a kórház érintése után.

## Útvonala
| Csapó utca – Kórház, Rendelőintézet – Vasútállomás                                                                                       | Csapó utca – Kórház, Rendelőintézet – Vasútállomás |
| --- | -------------------------------------------------- |
| Csapó utca vá. – Selyem utca – Piac tér – Budai út – Seregélyesi út – Hunyadi utca – Madách Imre utca – Mártírok útja – Vasútállomás vá. |                                                    |

## Megállóhelyei
| 0  | Csapó utca             | 17 | 11A, 12A, 14G, 15Y, 17, 40, 41, 42 | Tolnai Utcai Általános Iskola                                                                                        |
| 2  | Autóbusz-állomás       | 15 | 10, 11, 11A, 12, 12A, 12Y, 13G, 14, 14G, 15, 15Y, 26, 26A, 34, 36, 37, 38, 40, 41, 42 707, 718, 747, 748, 749, 750, 751, 757, 758, 759, 8000, 8001, 8002, 8010, 8011, 8013, 8030, 8032, 8033, 8035, 8037, 8039, 8040, 8046, 8047, 8048, 8049, 8050, 8055, 8060, 8062, 8065, 8066, 8067, 8068, 8069, 8070, 8078, 8080, 8086, 8090, 8092, 8093, 8095, 8096, 8097, 8098, 8099 1172, 1173, 1174, 1204, 1205, 1215, 1229, 1507, 1510, 1512, 1529, 1563, 1706, 1707, 1734, 1758, 1803, 1808, 1809, 1822, 1823, 1824, 1826, 1840, 1841, 1842, 1843, 1844, 1845, 1853 | Autóbusz-állomás, Alba Plaza, Belváros                                                                               |
| 4  | Távirda utca           | 13 | 14, 22, 23E, 40, 41, 42 | |
| 6  | Gáz utca               | 11 | 14, 14G, 22, 23, 23E, 31E, 33, 34, 40, 41, 42 707, 747, 748, 749, 750, 751, 757, 758, 759, 8030, 8032, 8033, 8035, 8037, 8039 1803, 1823, 1824 | Alba Regia Sportcentrum                                                                                              |
| 7  | Zrínyi utca            | 9  | 14, 22, 23, 23E, 31E, 40, 41, 42 | Láncos Kornél Gimnázium, Gróf Széchenyi István Műszaki Szakközépiskola, Óbudai Egyetem – Alba Regia Egyetemi Központ |
| 8  | Hadiárva utca          | 8  | 14, 22, 23, 23E, 31E, 40, 41, 42 707, 747, 748, 749, 750, 751, 757, 758, 759 1172, 1173, 1174, 1204, 1205, 1215, 1229 | |
| 10 | Mentőállomás           | 6  | 14, 14G, 16, 30, 40, 41, 42 8030, 8032, 8033, 8035, 8037, 8039 1529, 1803, 1823, 1824, 1826, 1841 | Mentőállomás, Fejér Megyei Szent György Egyetemi Oktató Kórház, Halesz park                                          |
| 12 | Kórház, Rendelőintézet | 4  | 16, 20, 37, 40, 41 | Fejér Megyei Szent György Egyetemi Oktató Kórház                                                                     |
| 14 | Kinizsi utca           | 2  | 20, 37, 40, 41 | |
| 15 | Gyár utca              | 1  | 20, 37, 40, 41 | |
| 17 | Vasútállomás           | 1  | 13G, 20, 31, 31E, 32, 33, 34, 35, 36, 37, 38, 40, 41 7315, 7398, 8010, 8011, 8013, 8082, 8086, 8092, 8093, 8624 S30 G30 Z30 S34 S35 G43 S150 S440 S450 IC, sebesvonat, gyorsvonat, expresszvonat | Vasútállomás, Vasvári Pál Gimnázium, Kodály Zoltán Általános Iskola és Gimnázium                                     |